# 植村正久
植村正久（日语：／，1858年1月15日—1925年1月8日）日本思想家、基督教牧師、神學家。有「桔梗生」之稱。

## 生平
1,500石的徳川旗本將軍家出身，幕府瓦解後家道中落，努力學習英文，1873年5月接受日本基督公會受洗，並開始在東京下谷傳道。著有「唯物論」「不可知論」「實証論」「自由神学」等書。